# Tu Youyou
Tu Youyou (em chinês:  屠呦呦; Ningbo, 12 de dezembro de 1930) é uma farmacologista e educadora chinesa. Ela descobriu a artemisinina (também conhecida como qinghaosu) e a diidroartemisinina, usada para tratar a malária, um avanço significativo na medicina tropical do século XX, salvando milhões de vidas no Sul da China, Sudeste da Ásia, África e América do Sul.
Por seu trabalho, Tu recebeu o Prêmio Lasker em 2011 em medicina clínica e o Prêmio Nobel de 2015 em Fisiologia ou Medicina em conjunto com William Cecil Campbell e Satoshi Ōmura. Foi a primeira ganhadora do Prêmio Nobel da China em fisiologia ou medicina e a primeira cidadã da República Popular da China a receber um Prêmio Nobel em qualquer categoria. Ela também foi a primeira chinesa a receber o Prêmio Lasker.
Tu Youyou nasceu, estudou e realizou sua pesquisa exclusivamente na China.

## Biografia
Tu nasceu em Ningbo, na província de Zhejiang, em 1930.
| “ | Meu [primeiro] nome, Youyou, foi dado por meu pai, que o adaptou da frase "呦 呦鹿鸣, 食野 之 蒿"[carece de fontes?] traduzido como "Os cervos fazem “youyou” enquanto comem o selvagem Hao (artemísia)' em O livro chinês de Odes . Como isso liga toda a minha vida com o qinghao (artemísia) provavelmente continuará sendo uma coincidência interessante para sempre." - Tu Youyou, em entrevista de 2011 depois de receber o Prêmio Lasker-DeBakey Clinical Medical Research de 2011 | ” |

Ela frequentou a Xiaoshi Middle School[carece de fontes?] no ensino básico e no primeiro ano do ensino médio, antes de se transferir para o Ningbo Middle School[carece de fontes?] em 1948. Uma infecção por tuberculose interrompeu seu ensino médio, mas inspirou-a a focar em pesquisas em medicina.
Youyou estudou de 1951 a 1955 na Faculdade de Farmácia da Universidade de Pequim (Beijing Medical University, atual Peking University Health Science Center). Desde então trabalha no Instituto de Matéria Médica da Academia Chinesa de Medicina Tradicional Chinesa, onde é professora.
Tu e o marido, Li Tingzhao (李廷 钊), engenheiro metalúrgico , moram em Pequim. Li era colega de turma de Tu na Xiaoshi Middle School. Eles têm duas filhas. O avô materno de Tu, Yao Yongbai ( 姚 咏 白 ), foi o primeiro Diretor da Administração do Tesouro Nacional após sua reforma. Seu tio, Yao Qingsan ( 姚庆 三 ), era economista e banqueiro.

## Carreira
Tu continuou seu trabalho nos anos 60 e 70 durante a Revolução Cultural da China, quando os cientistas foram considerados uma das nove categorias negras[carece de fontes?] da sociedade, de acordo com a teoria maoísta[carece de fontes?] (ou possivelmente a da Gangue dos Quatro ).

### Esquistossomose
Durante seus primeiros anos de pesquisa, Tu estudou Lobelia chinensis , uma medicina tradicional chinesa para curar a esquistossomose , causada por trematódeos que infectam o trato urinário ou os intestinos , que foi difundido na primeira metade do século XX no sul da China.
Na procura de potenciais fármacos contra a malária, Tu e seu grupo de trabalho analisaram em convênio com o governo chinês e com base na medicina tradicional chinesa numerosas plantas medicinais tradicionais. Em 1971 foi isolado o composto ativo a partir da artemisia annua, apresentado em 1972. Em 1973 ela sintetizou o derivado mais potente dihydroartemisinina. Trabalhos posteriores foram voltados à utilização de artemisinina e seus derivados em outras doenças. Pela descoberta da artemisinina, um fármaco para a malária, que salvou milhões de pessoas no mundo, especialmente nos países em desenvolvimento recebeu o Prêmio Lasker-DeBakey de Pesquisa Médico-Clínica de 2011. Foi laureada com o Nobel de Fisiologia ou Medicina de 2015, juntamente com William Cecil Campbell e Satoshi Ōmura. Como motivo são apontadas suas pesquisas na terapia da malária.

## Últimos anos
Ela foi promovida a Pesquisadora ( 研究员 , a mais alta posição de pesquisador na China continental equivalente à posição acadêmica de professora titular ) em 1980, logo após a reforma econômica chinesa ter começado em 1978. Em 2001 ela foi promovida a conselheira acadêmica para doutorandos. Atualmente ela é a Cientista Chefe da Academia.
Desde 2007, seu escritório está em um antigo prédio de apartamentos no distrito de Dongcheng, Pequim. Até 2011, Tu Youyou foi obscurecida há décadas e é descrita como "quase completamente esquecida pelas pessoas". Tu é considerada a “Professor of Three Noes” - nenhum diploma de pós-graduação (não havia pós-graduação na China), nenhum estudo ou experiência de pesquisa no exterior, e não é membro de nenhuma academia nacional chinesa, ie Academia Chinesa de Ciências e Academia Chinesa de Engenharia. Tu é agora considerada uma figura representativa da primeira geração de trabalhadores médicos chineses desde o estabelecimento da República Popular da China em 1949.

## Condecorações selecionadas
- Recebeu diversos prêmios de ciências da China[13]
- 2011: Prêmio Lasker-DeBakey de Pesquisa Médico-Clínica[9]
- 2015: Nobel de Fisiologia ou Medicina